# سوخو-۷۵

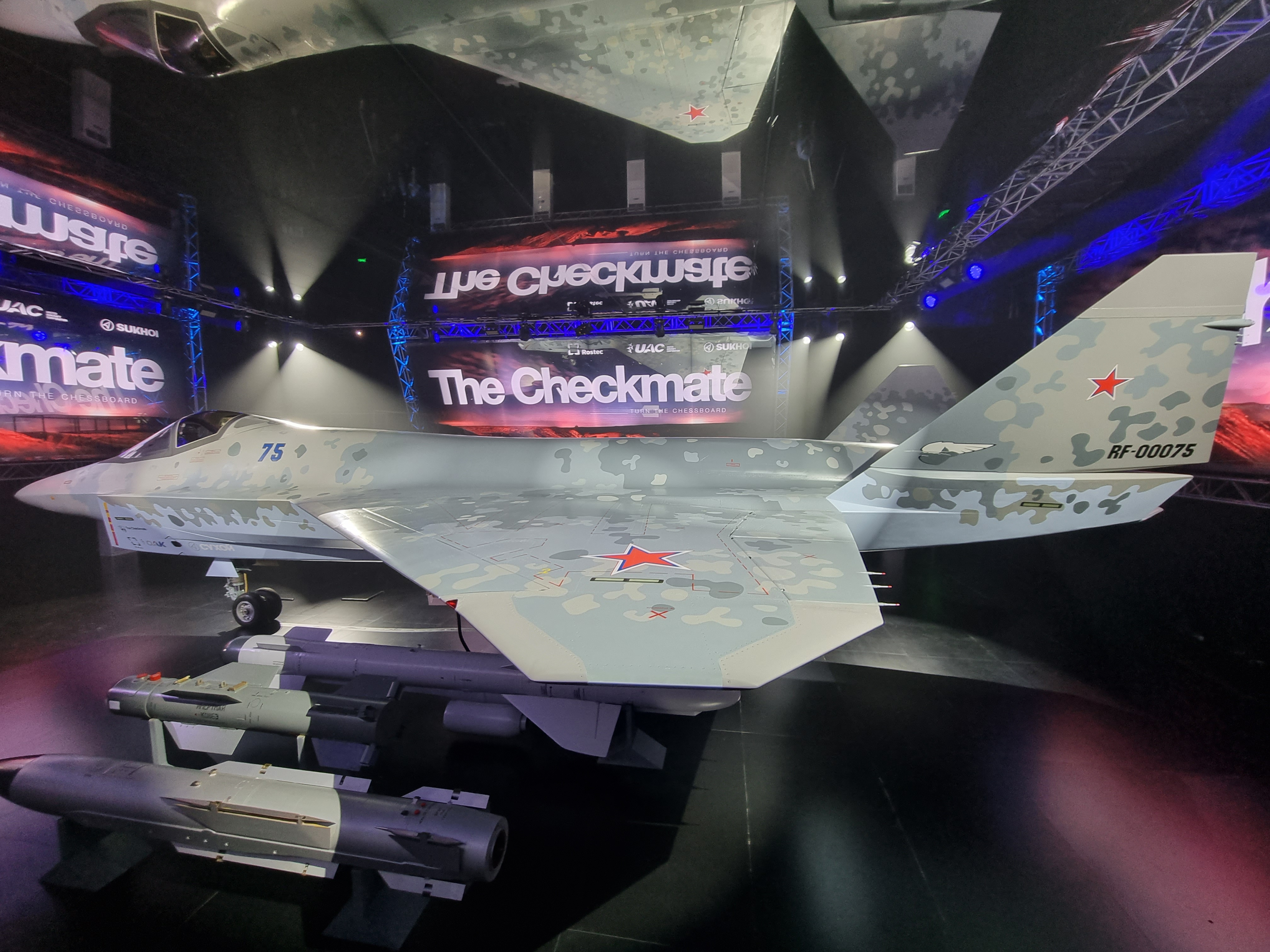

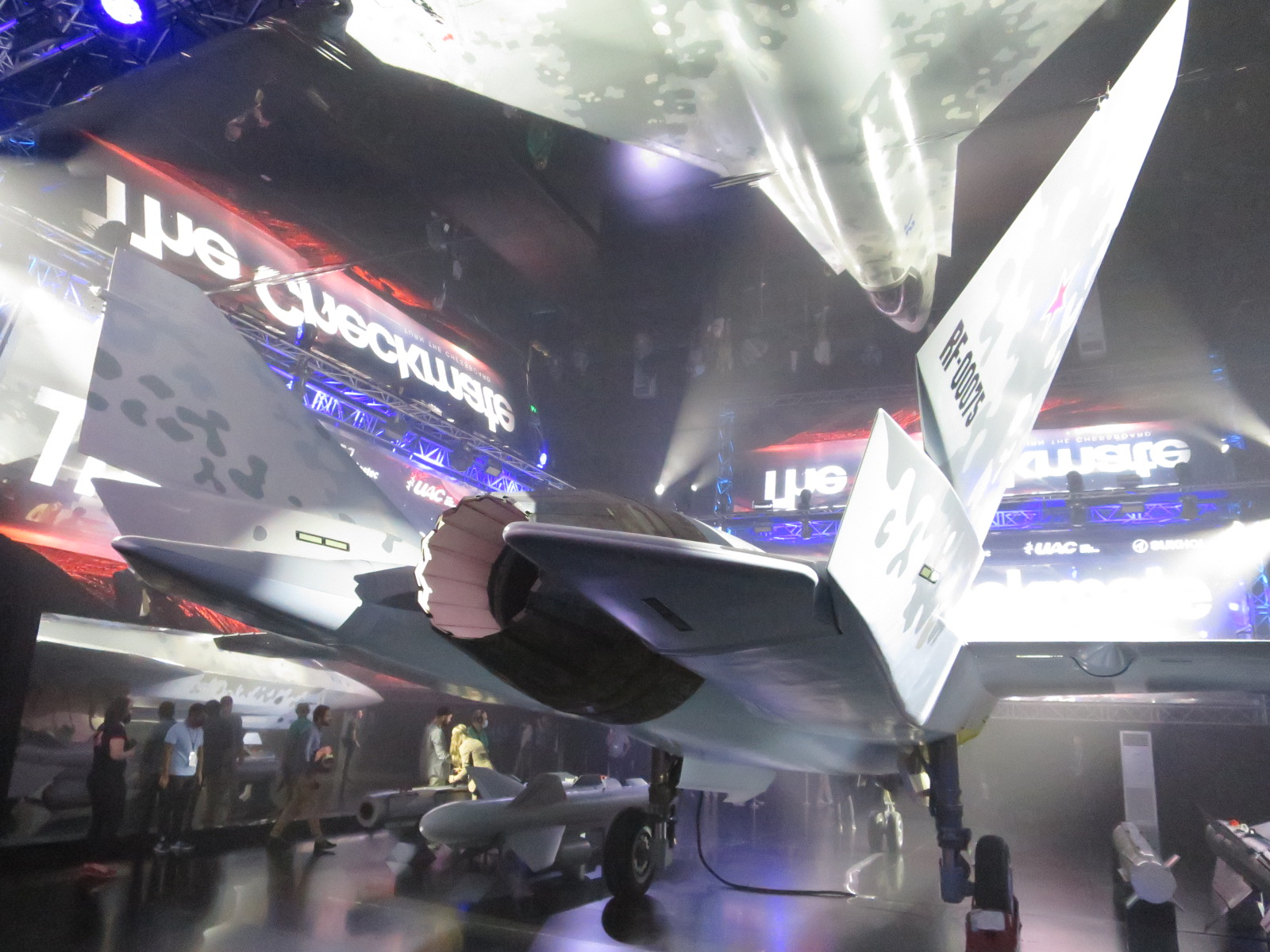

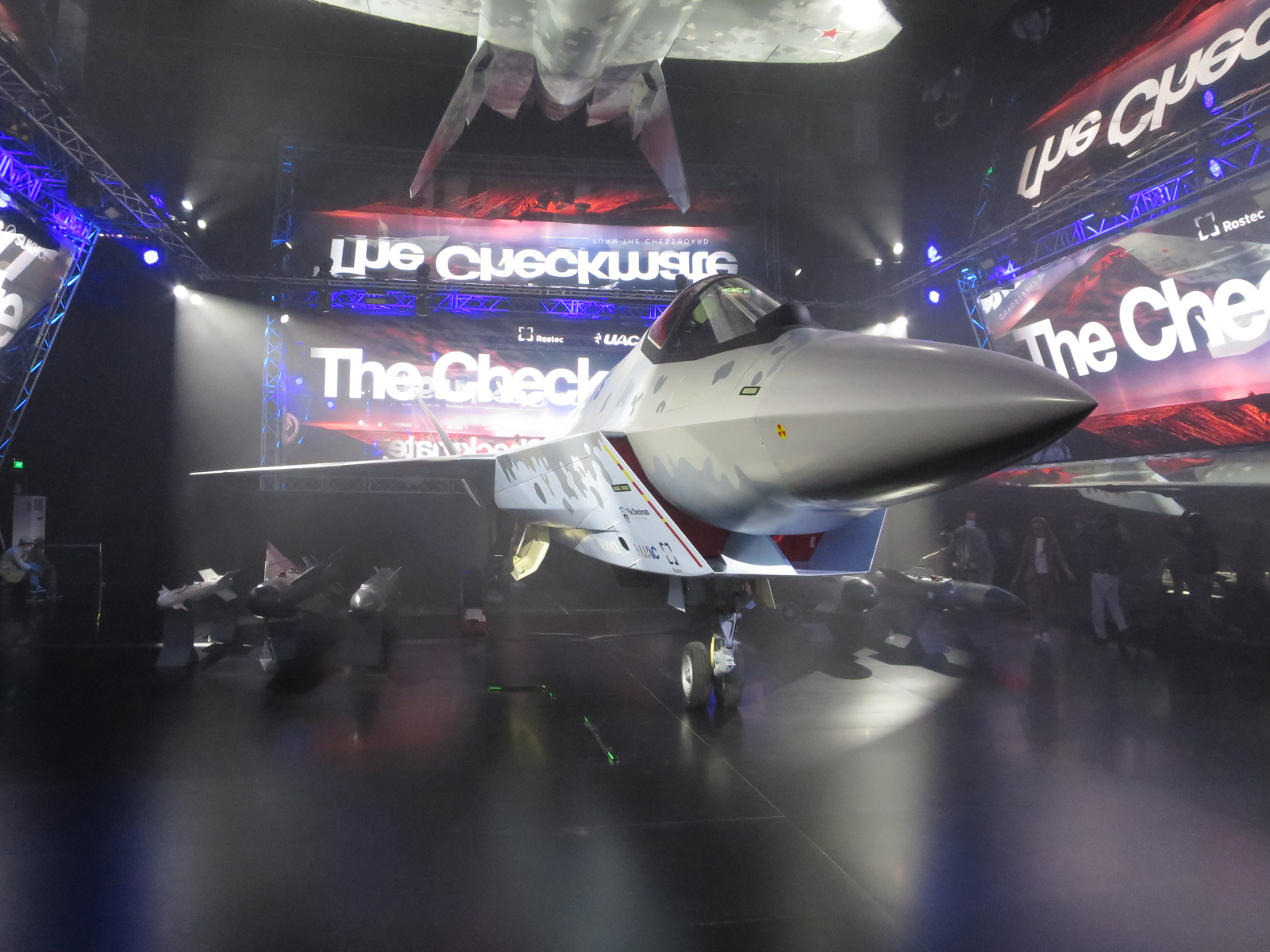

سوخو-۷۵ «کیش‌ومات» (روسی: Сухой Су-۷۵؛ انگلیسی: Su-75 Checkmate) که در روسیه با عنوان LTS به معنی «هواپیمای سبک تاکتیکی» شناخته می‌شود یک جنگنده نسل پنجم و پنهان‌کار ساخت شرکت سوخو روسیه است و برای نیروی هوافضای روسیه یا صادرات به کار خواهد رفت. قیمت هر فروند از این جنگنده، حدود ۲۵ تا ۳۰ میلیون دلار خواهد بود.

## توسعه
پیش‌نمونه سوخو-۷۵ برای نخستین بار در نمایشگاه هوایی ماکس ۲۰۲۱ به نمایش درآمد و درحضور ولادیمیر پوتین رئیس‌جمهور روسیه رونمایی شد. انتظار می‌رفت نخستین مدل قابل پرواز در سال ۲۰۲۳ به پرواز در می آمد و پس از رفع مشکلات احتمالی، در سال ۲۰۲۶ یا ۲۰۲۷ در خط تولید قرار گیرد. طبق ادعاهای شرکت سازنده، سوخو-۷۵ یک هواپیمای کم‌هزینه و ارزان است و برای مصارف صادراتی ساخته شده که می‌تواند در کلاس هواپیمای سبک، با اف-۳۵ آمریکایی و اف‌سی-۳۱ چینی رقابت کند. روسیه برنامه دارد در طول ۱۵ سال برای فاز اول صادرات، ۳۰۰ فروند سوخو-۷۵ تولید کند. سوخو-۷۵ دارای محفظه بمب و دم وی‌شکل است تا بازتاب راداری را کاهش دهد. برد پروازی این جنگنده ۳۰۰۰ کیلومتر است و می‌تواند حداکثر ۷٬۴۰۰ کیلوگرم مهمات با خود حمل کند و سرعت آن نیز ۱٫۸ تا ۲ ماخ خواهد بود. محفظه مهمات این جنگنده فقط گنجایش ۵ موشک را دارد. و سقف پرواز جنگنده نیز ۴۰هزار پایی خواهد بود.

## موتور
موتور به کار رفته در سوخو-۷۵ یک عدد موتور ایزدلی-۳۰ است که در دست طراحی و توسعه قرار دارد. پس از طراحی این موتور، ۲ دستگاه از آن در سوخو-۵۷-ام به کار خواهد رفت. وزن این موتور نسبت به موتور ۱۱۷S به میزان ۳۰ درصد سبک‌تر است و توان آن نیز ۱۸ درصد بیشتر است که می‌تواند ۱۰۷ کیلونیوتون به‌صورت خشک و ۱۷۱ کیلونیوتون با پس‌سوز نیرو تولید کند. بنا به ادعای شرکت ان‌پی‌او ساترن، این موتور طول عمر بیشتری نسبت به موتورهای قبلی روسی خواهد داشت.

## کابین و اویوینیک
کابین سوخو-۷۵ یک کابین تمام شیشه‌ای با سامانه سربالا است و شباهت زیادی به کابین سوخو-۳۵ دارد و به نظر می‌رسد از اجزای سازنده کابین سوخو-۳۵ در آن استفاده شده باشد. اویوینیک سوخو-۷۵ از معماری باز بهره می‌برد و دارای یک رادار آرایه فازی فعال است. همچنین یک مدل ارزان قیمت با رادار آرایه اسکن الکترونیکی فعال نیز به‌صورت آپشن موجود خواهد بود. بنا به ادعای «یوری بوریسف» معاون رئیس شرکت سوخو، در ساخت سوخو-۷۵ از الکترونیک پرواز سوخو۵۷ استفاده کرده‌اند تا با مشترک کردن قطعات، هزینهٔ تولید کاهش یابد.

## مدلهای دیگر
یک مدل بدون سرنشین برای مصارف پهپادی و یک مدل دوسرنشین برای مصارف آموزشی نیز در دست طراحی است. همچنین یک مدل ناوپایه برای نیروی دریایی در دست رایزنی است.

## خریداران احتمالی
روسیه انتظار دارد که آرژانتین، هندوستان، ویتنام و ایران خریداران اولیه این جنگنده ارزان قیمت باشند. سوخو قصد دارد فاز اول از خط تولید را برای ۳۰۰ فروند برنامه‌ریزی کند و بازار کشورهای آفریقایی را هدف خواهد گرفت. در سال ۲۰۲۱ الکساندر میخیف مسئول اتاق هماهنگی صادرات محصولات نظامی روسیه گفت که کشورهایی از بخش جنوبی قاره آفریقا علاقه خود را به این جنگنده نشان داده‌اند.

## مشخصات
داده‌ها از Flight Global, Breaking Defense, Suciu, Lieser and Filseth
ویژگی‌های عمومی
- خدمه: ۱ خلبان
- پیشرانه: ۱ عدد  Izdeliye ۳۰

عملکرد
- حداکثر سرعت: ۱٫۸ ماخ
- بُرد معبر: ۳٬۰۰۰ کیلومتر (۱٬۹۰۰ مایل، ۱٬۶۰۰ مایل دریایی)
- حد شتاب جی: +۸٫۰
- نیرو/وزن: ۱٫۰:۱

اویونیکس

- سامانه یکپارچه رادیوالکترونیک اس‌اچ-121 (MIRES)
- رادار آرایه فازی فعال
- سامانه جستجو و ردیابی فروسرخ 101KS-V

## نگارخانه

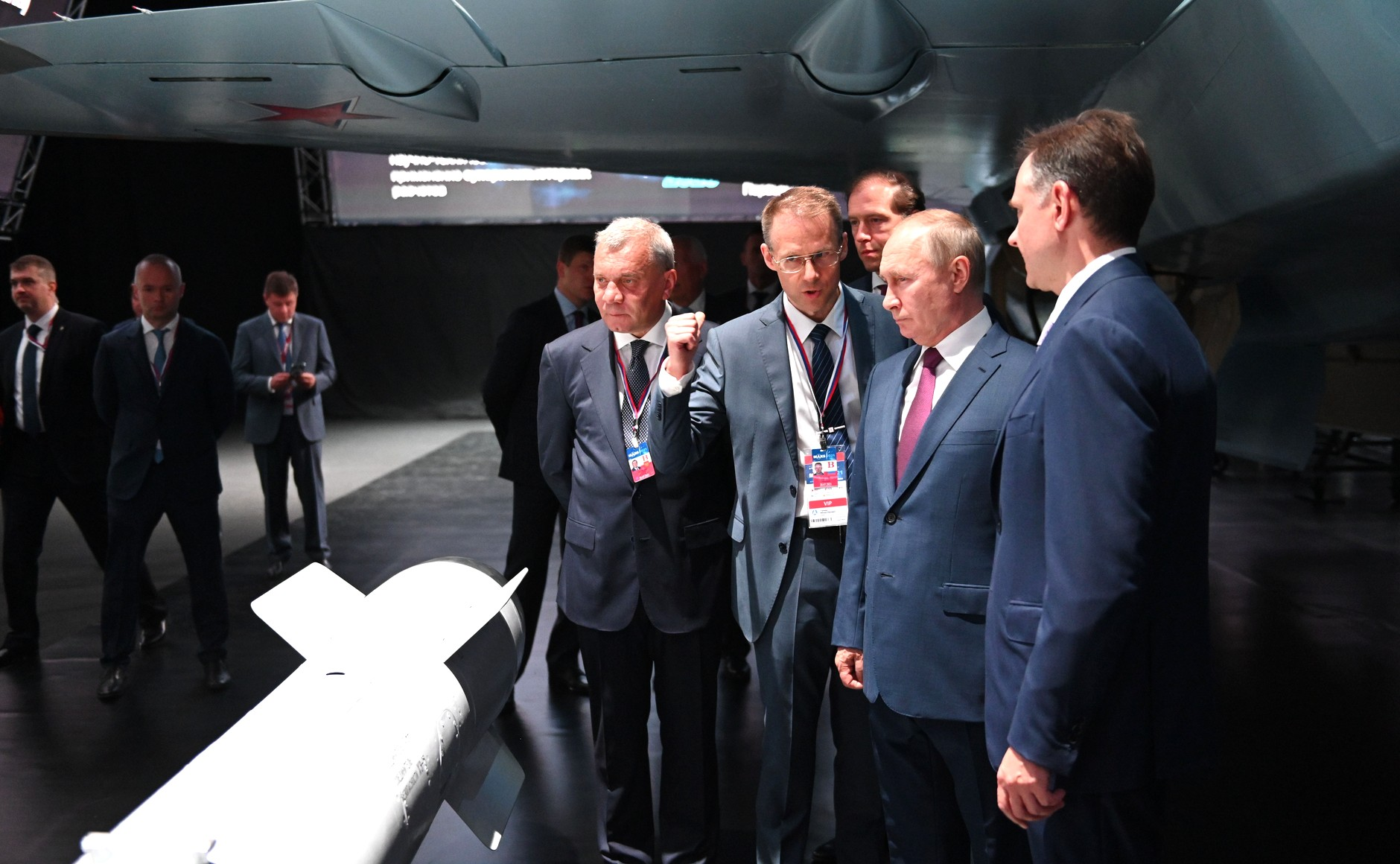
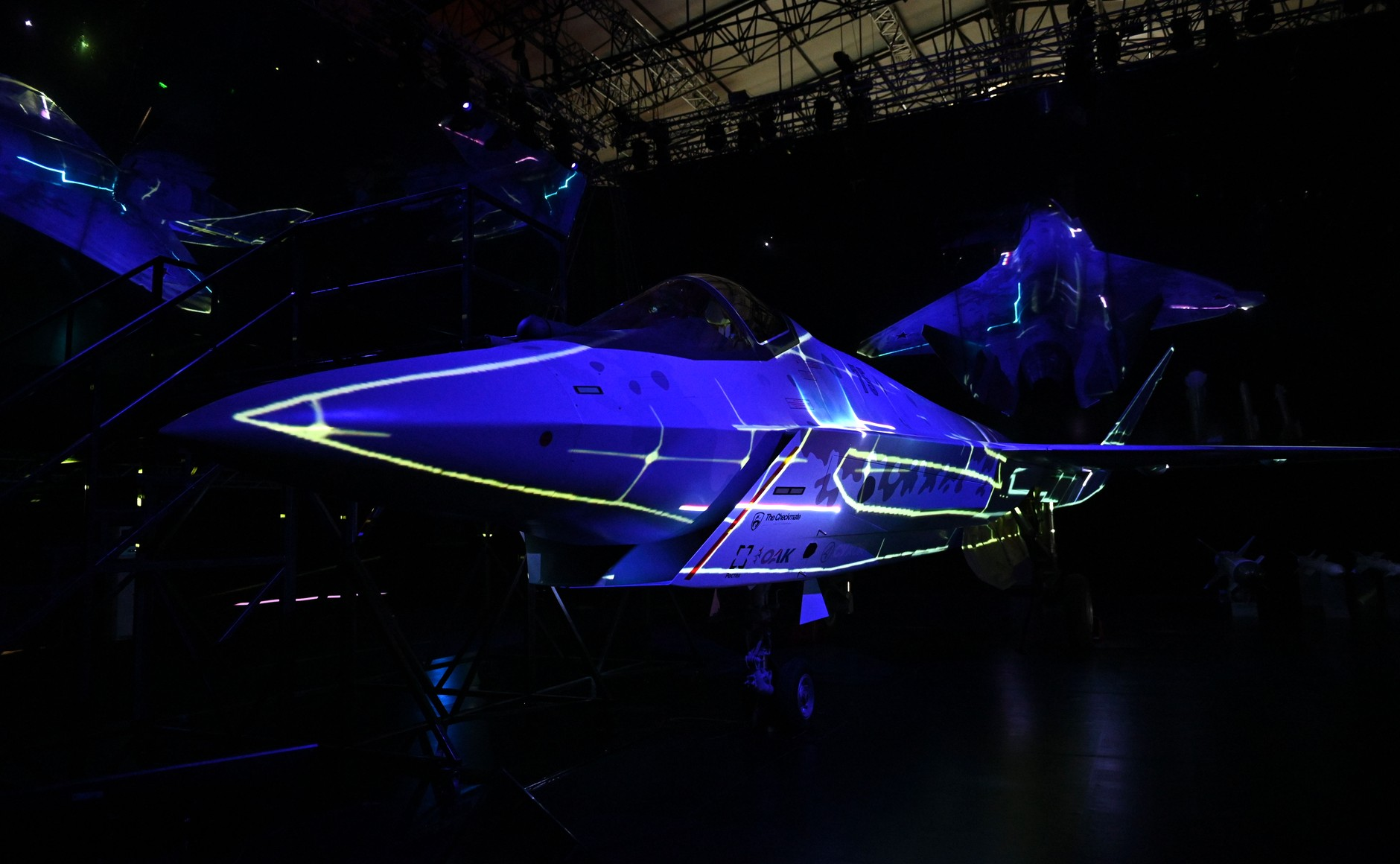
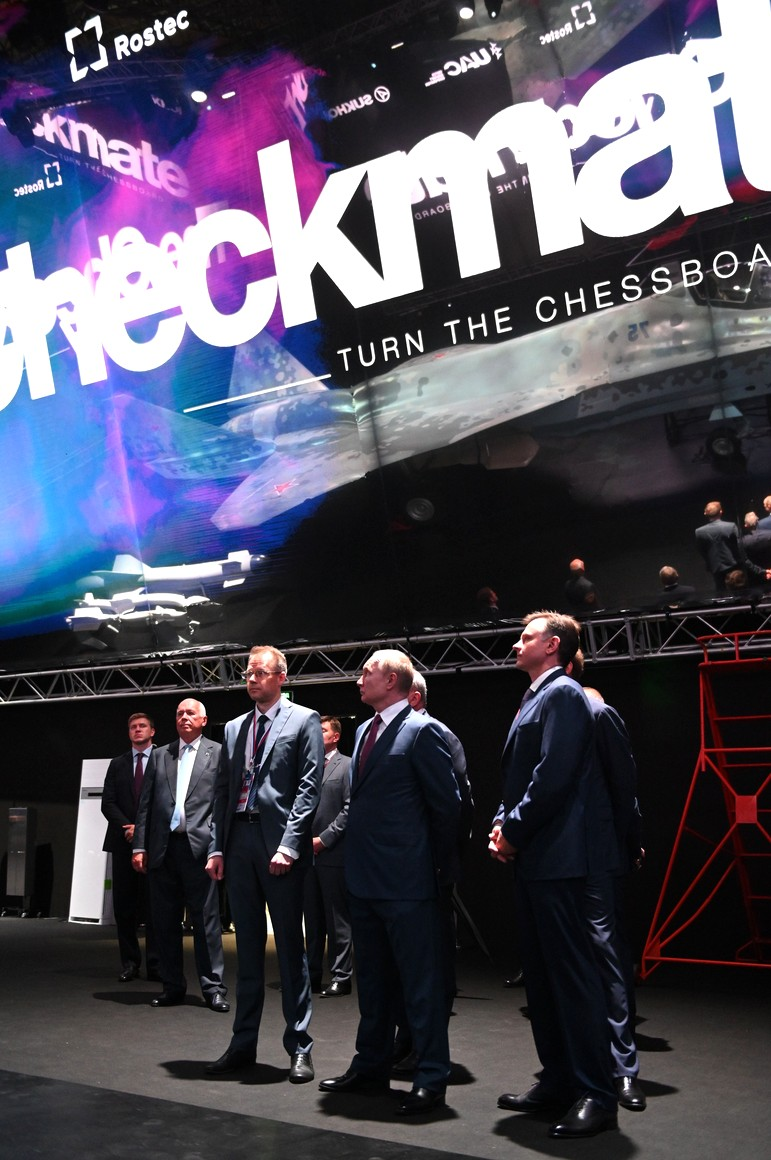